# توایستاگرام
توایستاگرام (انگلیسی: Twicetagram) نخستین آلبوم استودیویی گروه دخترانهٔ اهل کره جنوبی، توایس است. این آلبوم در ۳۰ اکتبر ۲۰۱۷ توسط جی‌وای‌پی انترتینمنت منتشر شد و توزیع آن از طریق جینی میوزیک صورت گرفت. عنوان توایستاگرام برگرفته از نام حساب رسمی اینستاگرام گروه است.

## جدول‌های موسیقی
| جدول (۲۰۱۷)                              | بالاترین جایگاه |
| ---------------------------------------- | --------------- |
| دانلود آلبوم‌های فرانسوی (اس‌ان‌ئی‌پی)       | ۱۹۵             |
| آلبوم‌های داغ ژاپنی (بیلبورد)             | ۱۲              |
| آلبوم‌های ژاپنی (اوریکون)                 | ۷               |
| آلبوم‌های دیجیتال ژاپنی (اوریکون)         | ۳               |
| آلبوم‌های کره جنوبی (گائون)               | ۱               |
| آلبوم‌های هیت‌سیکرز ایالات متحده (بیلبورد) | ۱۰              |
| آلبوم‌های جهانی ایالات متحده (بیلبورد)    | ۱               |

| جدول (۲۰۱۷–۲۰۱۸)           | جایگاه |
| -------------------------- | ------ |
| آلبوم‌های ژاپنی (اوریکون)   | ۶۳     |
| آلبوم‌های کره جنوبی (گائون) | ۱۲     |

## تاریخچه انتشار
| منطقه     | تاریخ         | فرمت(ها)              | نسخه      | ناشر                      | منابع         |
| --------- | ------------- | --------------------- | --------- | ------------------------- | ------------- |
| مختلف     | ۳۰ اکتبر ۲۰۱۷ | دانلود دیجیتال استریم | استاندارد | جی‌وای‌پی                   | [ ۱۱ ] [ ۱۲ ] |
| کره جنوبی | ۳۱ اکتبر ۲۰۱۷ | سی‌دی                  | استاندارد | جی‌وای‌پی                   | [ ۱۳ ]        |
| تایلند    | ۸ ژوئن ۲۰۱۸   | سی‌دی + دی‌وی‌دی         | تایلند    | جی‌وای‌پی بی‌ئی‌سی-ترو میوزیک | [ ۱۴ ]        |